# Karta dźwiękowa

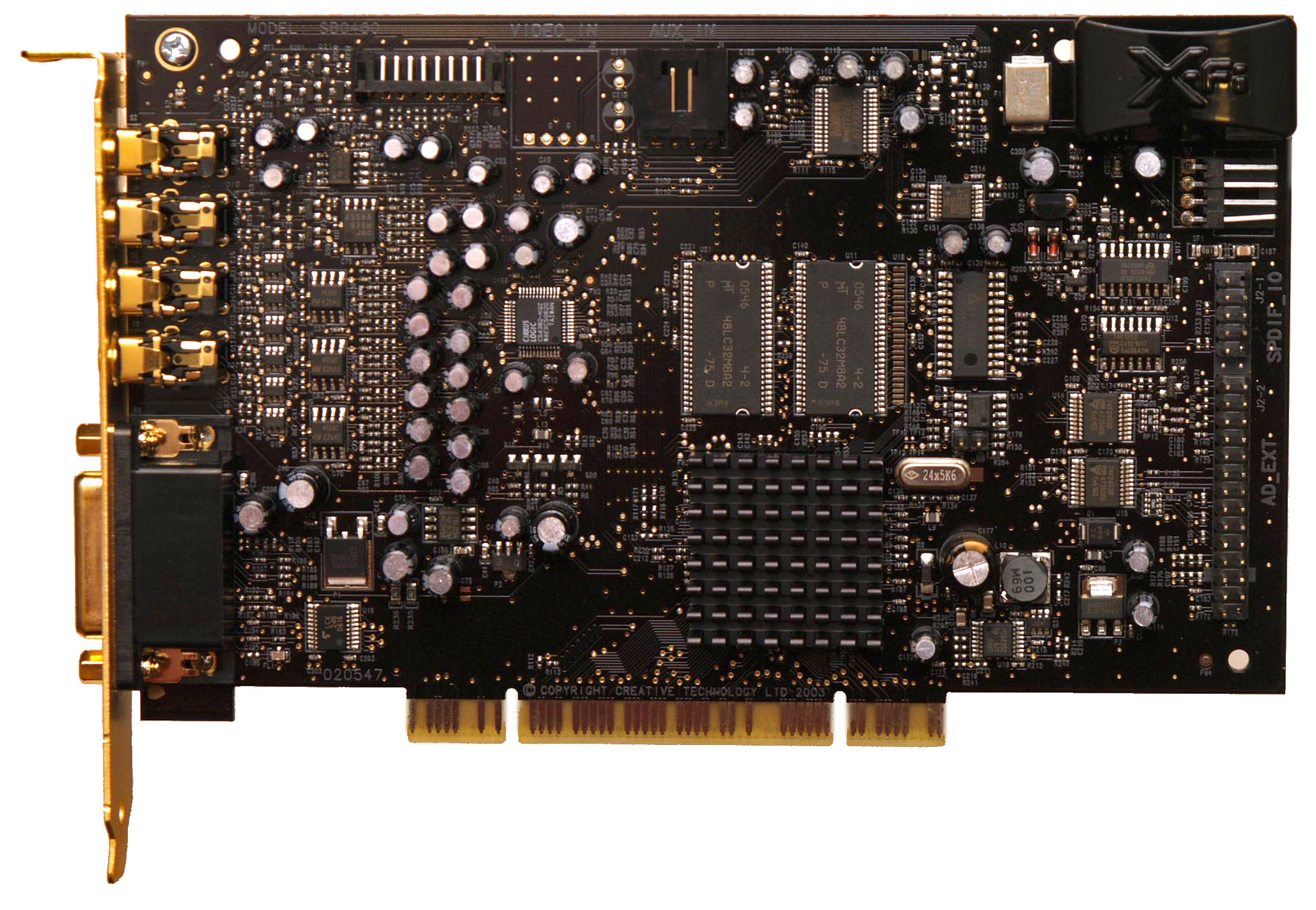
Sound Blaster X-Fi XtremeGamer Fatal1ty Pro

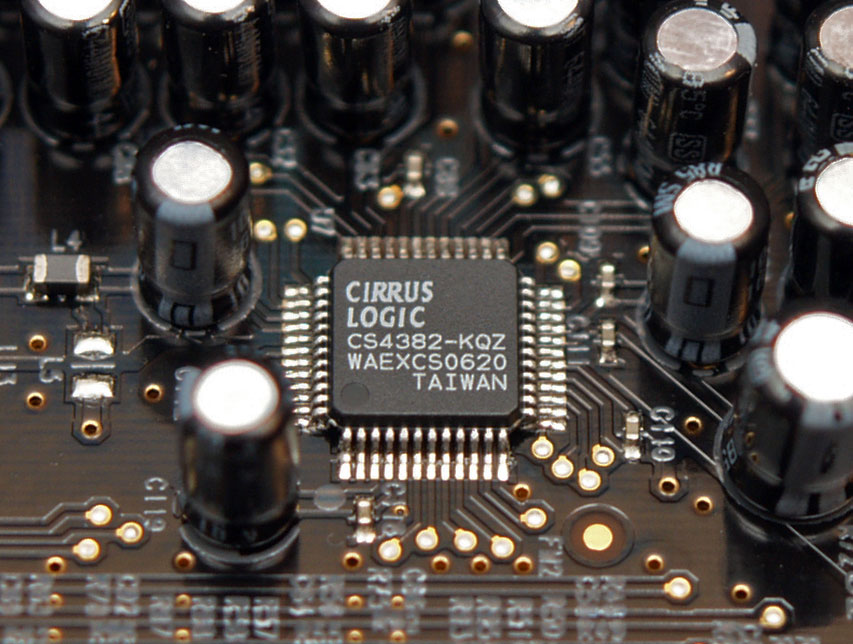
8-kanałowy przetwornik cyfrowo-analogowy Cirrus Logic CS4382 na karcie muzycznej Sound Blaster X-Fi Fatal1ty soundextreme music heaphones blaster

Karta dźwiękowa, karta muzyczna – komputerowa karta rozszerzeń umożliwiająca rejestrację, przetwarzanie i odtwarzanie dźwięku, oraz słuchanie muzyki.
Najbardziej znaną grupą kart dźwiękowych jest seria Sound Blaster firmy Creative Labs.
Obecnie układy dźwiękowe wystarczające do zastosowań amatorskich są zazwyczaj wbudowywane w płytę główną komputera, nie stanowiąc już karty rozszerzenia. Z powodów historycznych są jednak określane mianem „zintegrowana karta dźwiękowa”. Pojawiły się również zewnętrzne karty dźwiękowe podłączane do komputera przez port USB.

## Budowa karty dźwiękowej
Karty dźwiękowe w zależności od stopnia skomplikowania i zaawansowania mogą posiadać następujące elementy:
- generator dźwięku – występował w starszych kartach i był to zazwyczaj generator drgań o danej częstotliwości połączony z generatorem obwiedni (amplitudy) oraz generator szumu, służył do sprzętowego generowania dźwięków za pomocą modulacji i łączenia fal oraz szumu
- przetworniki A/C i C/A – umożliwiające rejestrację i odtwarzanie dźwięku (umożliwiające zamianę sposobu reprezentacji sygnału z analogowego na cyfrowy i odwrotnie)
- bufor – mała (często tylko kilka kilobajtów) pamięć RAM, używana przez przetworniki A/C i C/A, do których cyfrowy dźwięk jest zapisywany i odczytywany przez procesor główny komputera lub odtwarzany po uprzednim wgraniu tam danych
- mikser dźwięku – służy do łączenia sygnałów dźwięku z generatorów dźwięku, przetworników C/A (w skrócie PCAA), wejść zewnętrznych i innych źródeł
- wzmacniacz sygnałów wyjściowych - służy do wzmacniania sygnału wyjść przeznaczonych dla urządzeń pasywnych (np. wyjście słuchawkowe)
- złącza wejściowe i wyjściowe dźwięku (zarówno analogowe, jak i cyfrowe)
- interfejs do komputera – służący do komunikacji i wymiany danych z kartą dźwiękową, zazwyczaj ISA, PCI lub USB
- interfejs MIDI – służy do podłączania do komputera cyfrowych instrumentów muzycznych w standardzie MIDI.

## Próbkowanie
Pojęciem próbkowania (sampling) określa się digitalizację fragmentów dźwiękowych. Decydujący wpływ na jakość nagrania ma rozdzielczość digitalizacji. Starsze karty zapisują dźwięk w trybie 8-bitowym, co pozwala na rozróżnienie 256 różnych poziomów amplitudy sygnału (chwilowej głośności dźwięku). Z uwagi na fakt, że taki zakres jest zbyt mały, by uzyskać dobrą jakość, nowsze karty pracują już z rozdzielczością 16 bitową. W przypadku nagrań stereofonicznych poszczególne dźwięki (próbki) są więc zapisywane na 4 bajtach. Takie rozwiązanie pozwala na rozróżnienie 65536 różnych poziomów amplitudy dla każdego kanału stereo, dzięki czemu generowany dźwięk ma już naturalne brzmienie o jakości hi-fi. Równie istotna jest szybkość próbkowania (samplingu), czyli częstotliwość z jaką generowane są kolejne 16-bitowe sekwencje. Im częściej jest próbkowany oryginalny dźwięk, tym wyższa jest maksymalna częstotliwość dźwięku uzyskiwanego nagrania. Częstotliwość samplingu rzędu 8 kHz odpowiada w przybliżeniu poziomowi jakości rozmowy telefonicznej natomiast do uzyskania jakości płyty CD potrzebna jest częstotliwość 44,1 kHz (pozwala to na rekonstrukcję dźwięku aż do częstotliwości 22 kHz, co jest powyżej górnej granicy słyszalności dźwięków u człowieka, tj. około 20 kHz). W przypadku nagrań stereofonicznych objętość zapisywanych danych ulega podwojeniu, ponieważ rejestrowane są dwie oddzielne ścieżki, po jednej na każdy kanał. Jednominutowe nagranie klasy hi-fi bez kompresji danych zajmuje więc nieco ponad 10 MB (44100 × 4 bajty x 60 sekund). Jeszcze większą objętość mają dane uzyskane w wyniku miksowania (mieszania) próbek. Praktycznie wszystkie współczesne gry obsługują mieszanie dużej ilości niezależnych wirtualnych kanałów dźwiękowych w jeden wyjściowy (downmixing). Dzięki temu można na przykład słuchać podczas gry odgłosów pięciu przeciwników jednocześnie. Zadania tego zwykle nie wykonuje jednak karta dźwiękowa, lecz procesor komputera co negatywnie wpływa na płynność działania samej gry. Maksymalną liczbę dostępnych kanałów wirtualnych warto więc wykorzystywać tylko na bardzo szybkich komputerach, lub profesjonalnych kartach ze sprzętowym miksowaniem (analogowym lub cyfrowym - odciąża to procesor od miksowania, ale wymaga przesłania większej ilości danych do karty dźwiękowej i większych buforów na niej).

## Synteza FM
Karty muzyczne nie tylko nagrywają i odtwarzają gotowe dźwięki, lecz również tworzą je samodzielnie za pomocą syntezy FM (modulacji częstotliwości). Pierwszym chipem muzycznym wykorzystującym syntezę FM był układ OPL2 firmy Yamaha. Chip ten nie był przeznaczony dla komputerów, lecz podobnie jak OPL1 został opracowany pod kątem organów elektronicznych. Gdy jednak model OPL2 odniósł ogromny sukces rynkowy, firma Yamaha skonstruowała specjalnie dla kart dźwiękowych kolejny układ – OPL3.
Początkowo na rynku dostępne były tylko dwa chipy FM (OPL 2 i 3), ale w 1995 r. patent na syntezę modulacji częstotliwości uległ przedawnieniu. Od tego czasu na kartach dźwiękowych instaluje się różne chipy, w większości kompatybilne z OPL3, a więc również ze standardem Sound Blaster. Wszystkie układy FM działają na tej samej zasadzie: za pomocą prostych funkcji matematycznych generują krzywe drgań, które tylko w przybliżeniu imitują działanie oryginalnych instrumentów muzycznych. W każdym przypadku umożliwiają jednak odtwarzanie plików MIDI. Pliki te – podobnie jak tradycyjna partytura – zawierają bowiem tylko dane sterujące syntezatorem, a nie dane przebiegu fali dźwiękowej.

## Synteza WT (wavetable)
Z uwagi na sztuczne brzmienie generowanych dźwięków synteza FM nie nadaje się do zastosowań ogólnych, na przykład realistycznego naśladowania prawdziwych instrumentów. Z tego też względu używa się techniki syntezy wavetable (WT), znanej też pod nazwą AWM (Advanced Wave Memory). Zasada działania syntezy WT jest bardzo prosta. W celu uzyskania na przykład brzmienia gitary chip muzyczny nie generuje sztucznego dźwięku, lecz odtwarza oryginalny dźwięk instrumentu, nagrany wcześniej w studiu. W praktyce nie ma jednak możliwości zapisania w pamięci wszystkich dźwięków generowanych przez 128 instrumentów MIDI. Chip muzyczny musi więc często obliczać wysokość i długość dźwięków na podstawie wzorcowych próbek. Z zadaniem tym poszczególne karty WT radzą sobie bardzo różnie. W niektórych modelach można np. uzyskać lepsze brzmienie instrumentów smyczkowych, w innych - instrumentów dętych. Naprawdę dobre brzmienie dla wszystkich odmian muzyki oferują jak dotąd tylko drogie karty profesjonalne. Niektóre karty umożliwiają użycie dla każdej częstotliwości oddzielnych próbek, jednak zwiększa to zużycie pamięci (dlatego profesjonalne karty mogą posiadać nawet setki megabajtów pamięci RAM, którą można rozszerzać), oraz wymaga czasochłonnego procesu rejestracji próbek w studiu.

## MIDI
Koncepcja cyfrowego złącza instrumentów muzycznych (MIDI), wprowadzona we wczesnych latach 80., zrewolucjonizowała rynek, przerastając z czasem oczekiwania swych twórców. MIDI pozwala na wymianę informacji i synchronizację sprzętu muzycznego za pomocą standardowych komunikatów, tworząc spójny system sterowania zestawem muzycznym. Komunikaty MIDI mogą być proste (np. włącz dźwięk pianina na 5 sekund), lub złożone (np. zwiększyć napięcie wzmacniacza VCA w generatorze 6, aby dopasować częstotliwość do generatora nr 1).
Należy tutaj pamiętać, że MIDI nie przesyła dźwięku, lecz informacje o nim (i nie tylko). Na przykład muzyk w czasie koncertu naciśnięciem klawisza może wydobyć nie tylko dźwięk, ale również może synchronicznie sterować błyskami światła, sekwenserami, modułami brzmieniowymi itp. – oczywiście pod warunkiem, że wymienione urządzenia będą zgodne ze standardem MIDI. Posiadając w komputerze kartę dźwiękową FM czy też WT, mamy, praktycznie rzecz biorąc, do czynienia z modułem brzmieniowym syntezatora muzycznego. Komunikację z owym modułem zapewnia port MIDI oraz programy zwane sekwencerami. Sekwencery umożliwiają też edycję zapisu cyfrowego MIDI w postaci standardowych plików (z rozszerzeniem MID).
Specyfikacja MIDI umożliwia sterowanie 16 urządzeniami MIDI jednocześnie. Sekwencer łączy funkcję magnetofonu wielościeżkowego i pulpitu mikserskiego. Poszczególne partie instrumentów nagrywa się na ścieżkach (może ich być 128 i więcej). Niezaprzeczalną zaletą MIDI jest oszczędność pamięci – skoro przesyłane są tylko dane dotyczące dźwięku, minuta muzyki wymaga zaledwie około 20 KB danych. MIDI ma pod tym względem ogromną przewagę nad cyfrową techniką zapisu dźwięku, przetworzonego przez konwertery analogowo-cyfrowe na twardym dysku.
Pierwszą implementacją standardu MIDI na platformie PC był interfejs MPU-401 firmy Roland, później pojawiła się specyfikacja MT32, wreszcie General MIDI, wprowadzający jednolity rozkład brzmień.

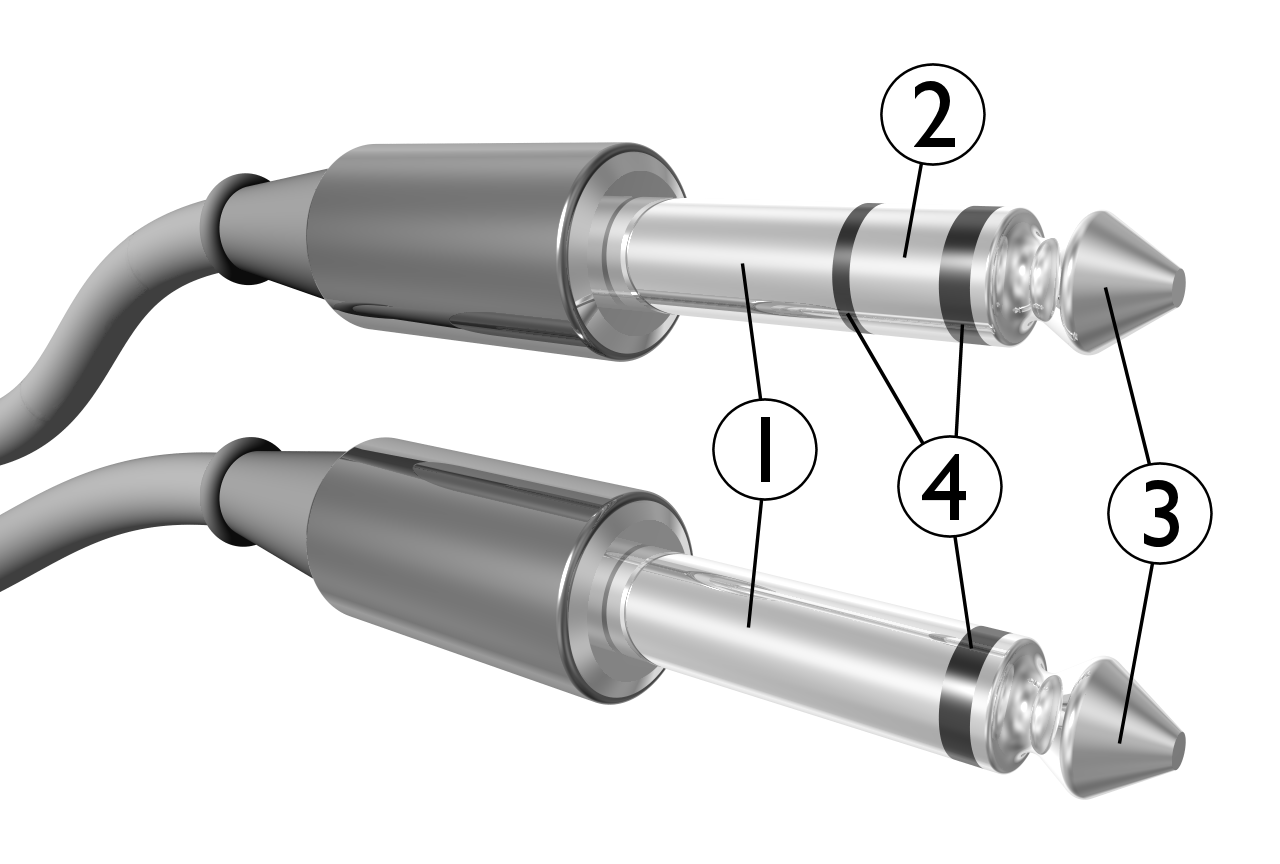
Kolejność kanałów na wtyku Jack:
1. masa
2. prawy kanał
3. lewy kanał
4. izolator

## Kolory gniazd i wtyków
| Kolor | Kolor        | Funkcja |
| ----- | ------------ | --- |
|       | różowy       | analogowe wejście dla mikrofonu.                                                                                               |
|       | błękitny     | analogowe wejście audio. (line-in)                                                                                             |
|       | jasnozielony | analogowe wyjście dla głośników albo słuchawek, w systemach wielogłośnikowych wyjście dla przednich głośników (line-out)       |
|       | czarny       | analogowe wyjście dla głośników tylnych.                                                                                       |
|       | pomarańczowy | cyfrowe wyjście dźwięku (S/PDIF), czasami tym kolorem oznacza się analogowe wyjście dla głośników centralnego i niskotonowego. |
|       | szary        | analogowe wyjście dla głośników bocznych.                                                                                      |